# رافائل سرجیو
رافائل سرجیو (انگلیسی: Raffaele Sergio؛ زادهٔ ۲۷ اوت ۱۹۶۶) بازیکن فوتبال اهل ایتالیا است.
از باشگاه‌هایی که در آن بازی کرده‌است می‌توان به باشگاه ورزشی لاتزیو، باشگاه فوتبال تورینو، باشگاه فوتبال آنکونا، باشگاه فوتبال اودینزه، باشگاه فوتبال بنونتو، و باشگاه فوتبال ناپولی اشاره کرد.